# Pia Angela Göktürk
Pia Angela Göktürk, geborene Lorenzi, (geboren am 30. September 1927 in Konstanz, gestorben am 9. März 2020 bei Berkeley, Kalifornien) war eine deutsche Sozial- und Sprachwissenschaftlerin. Zunächst gesellschaftswissenschaftlich im Nahen Osten forschend, leitete sie später die Abteilung für Deutsche Sprache am Sprachenzentrum der Universität Istanbul und baute an der Trakya-Universität in Edirne den Lehrstuhl für Deutsche Sprache auf. Ihre letzten acht Lebensjahre verbrachte sie in Kalifornien.

## Leben und Werk

### 1927–1958
Pia Angela Lorenzi wuchs als einzige Tochter einer aus Wien stammenden Mutter (Hildegard Lorenzi geb. Glock) und eines in Südtirol gebürtigen Vaters (Joseph Camillo Lorenzi) in Konstanz auf. Nachdem sie 1944 die Höhere Handelsschule abgeschlossen hatte, wechselte sie auf das Alexander-von-Humboldt Gymnasium Konstanz, um – gegen den Rat ihres Vaters – mit dem Abitur einen Hochschulzugang zu erwerben. 1948 nahm sie in Freiburg ein Studium der Geschichte, Soziologie, und Volkswirtschaftslehre (damals: Staatswissenschaften) auf, das sie in München und, – unterbrochen von Auslandssemestern in Paris und an der London School of Economics – in Heidelberg fortführte. In Heidelberg begann sie auch, Persisch zu lernen. Mit einer soziologischen Studie zur ökonomischen Geschichtsauffassung Justus Mösers promovierte sie 1958 an der Universität Heidelberg bei dem aus dem Exil in der Türkei zurückgekehrten Philosophen, Soziologen und Ökonomen Alexander Rüstow.

### 1959–1961
Als wissenschaftliche Mitarbeiterin der "Forschungsstelle für Weltzivilisation e.V." am Freiburger Institut für kulturwissenschaftliche Forschung, das später nach seinem Gründer Arnold-Bergstraesser-Institut benannt wurde, ging Pia Angela Lorenzi an die Universität Istanbul. Dort lernte sie Türkisch, studierte die Geschichte des Nahen Ostens und forschte zu den aktuellen sozialen, rechtlichen und wirtschaftlichen Strukturen der Länder dieser Region. Per Postschiff erkundete sie 1959 die Städte an der türkischen Ägäis- und Mittelmeerküste. 1960 forschte sie Im Rahmen eines Reisestipendiums der UNESCO in Syrien, im Libanon und in Jordanien. 1961 untersuchte sie den gesellschaftlichen Wandel im Irak und im Iran.

### 1962–2012
In Istanbul heiratete sie 1962 den 1934 in Van geborenen Übersetzer, Schriftsteller und Literaturwissenschaftler Akşit Göktürk, der an der Abteilung für englische Sprache und Literatur der Universität Istanbul, an der er seinen Abschluss gemacht hatte, zunächst als Assistent und Dozent und dann als Professor tätig war. 1963 kam ihre gemeinsame Tochter Deniz zur Welt.
1965 arbeitete Angela Göktürk in der „Yabancı Diller Okulu“ der Istanbul Universität, dem Bereich der Fremdsprachenstudien und -ausbildung dieser Hochschule: Neben ihren Aufgaben im Rahmen bestehender Programme initiierte und organisierte sie Sommerkurse für Studierende aus europäischen Ländern, entwickelte fachsprachliche Curricula für unterschiedliche universitäre Bereiche und Fächer – zum Beispiel für Jura und Chemie – und förderte das wissenschaftliche Fortkommen und die akademischen Karrieren der an ihrer Fakultät tätigen jungen Wissenschaftler und Wissenschaftlerinnen.
Nach dem Tod ihres Mannes im Jahre 1988, übernahm Angela Göktürk die Leitung der Abteilung für deutsche Sprache am Sprachenzentrum der Universität Istanbul. Nach ihrer dortigen Pensionierung begann sie 1992, an der Erziehungswissenschaftlichen Fakultät der Universität Thrakien in Edirne eine neue Abteilung für deutsche Sprache aufzubauen. Auch nach Abschluss dieser Aufgabe stand sie weiterhin in ständigem Austausch mit den früheren Kollegen und Kolleginnen und mit einem weiten Kreis von Personen aus der Wissenschaft, der Literatur und der Kunst innerhalb und außerhalb der Türkei.

### 2012–2020
Vom Bosporus zog Angela Göktürk 2012 in die Bay Area, wo ihre Tochter Deniz Göktürk das Department of German der University of California, Berkeley leitete. Sie hielt bestehende Kontakte aufrecht und machte dort neue Bekanntschaften im Bereich von Kultur und Wissenschaft. Am 9. März 2020 starb Pia Angela Göktürk in der Nähe von Berkeley, Kalifornien.

## Forschungsschwerpunkte
Im Laufe ihrer Karriere als Wissenschaftlerin hatte Pia Angela Göktürk eine Reihe unterschiedlicher, aber miteinander verbundener Forschungsschwerpunkte. Zunächst galt ihr Forschungsinteresse der Geschichte und Gegenwart des Nahen Ostens und des Iran. Sie legte den Fokus auf Familienstrukturen, die Situation der Frauen und die Rolle der Intellektuellen in Prozessen des gesellschaftlichen Wandels. In dieser Zeit, in der sie Persisch und Türkisch gelernt hatte und in diesen Sprachen kommunizierte, galt ihr Interesse bereits den kulturellen Implikationen von Sprache und der Übersetzung in einem ganz umfassenden Sinne. Im Rahmen ihrer Leitungs- und Aufbautätigkeit in den Sprachenzentren türkischer Universitäten wandte sie sich neuen sprachwissenschaftlichen Themen zu: Ins Zentrum rückten Fragen der Vermittlung von Deutsch als Fremdsprache und – zum Beispiel im Bereich der Rechts- und der Naturwissenschaften – von Sprache als Bereich und Mittel der Wissensproduktion durch Fachsprachen.

## Veröffentlichungen
Monografien und Sammelbände
- Die ökonomische Geschichtsauffassung und Justus Möser: Eine soziologische Studie. Dissertation. Universität Heidelberg 1958; PDF.
- Der Werdegang der modernen Türkei: Beiträge zur Geschichte, Gesellschaft, Sprache und Kultur des Landes. İstanbul: Nâzım Terzioğlu Matematik Araştırma Merkezi. Istanbul 1983.

Übersetzungen
- Nilüfer Göle: Republik und Schleier: die muslimische Frau in der Moderne. Babel Verlag, Berlin 1995, ISBN 978-3-928551-18-2.

Fachbeiträge
- Die Intellektuellen in Europa und in der Türkei. Die Entstehung einer neuen sozialen Klasse. In: Sevinç Sakarya Maden, Hikmet Asutay, Selma Akol-Göktaş, Rahim Şentürk (Hrsg.): Dillerin Ülkelerarası Yolculuğu. Dr. Pia Angela Göktürk Anı Kitabı. Trakya Üniversitesi, Edirne 2021, ISBN 978-625-00-0439-5, S. 39–48.